# Baltimore and Ohio Railroad

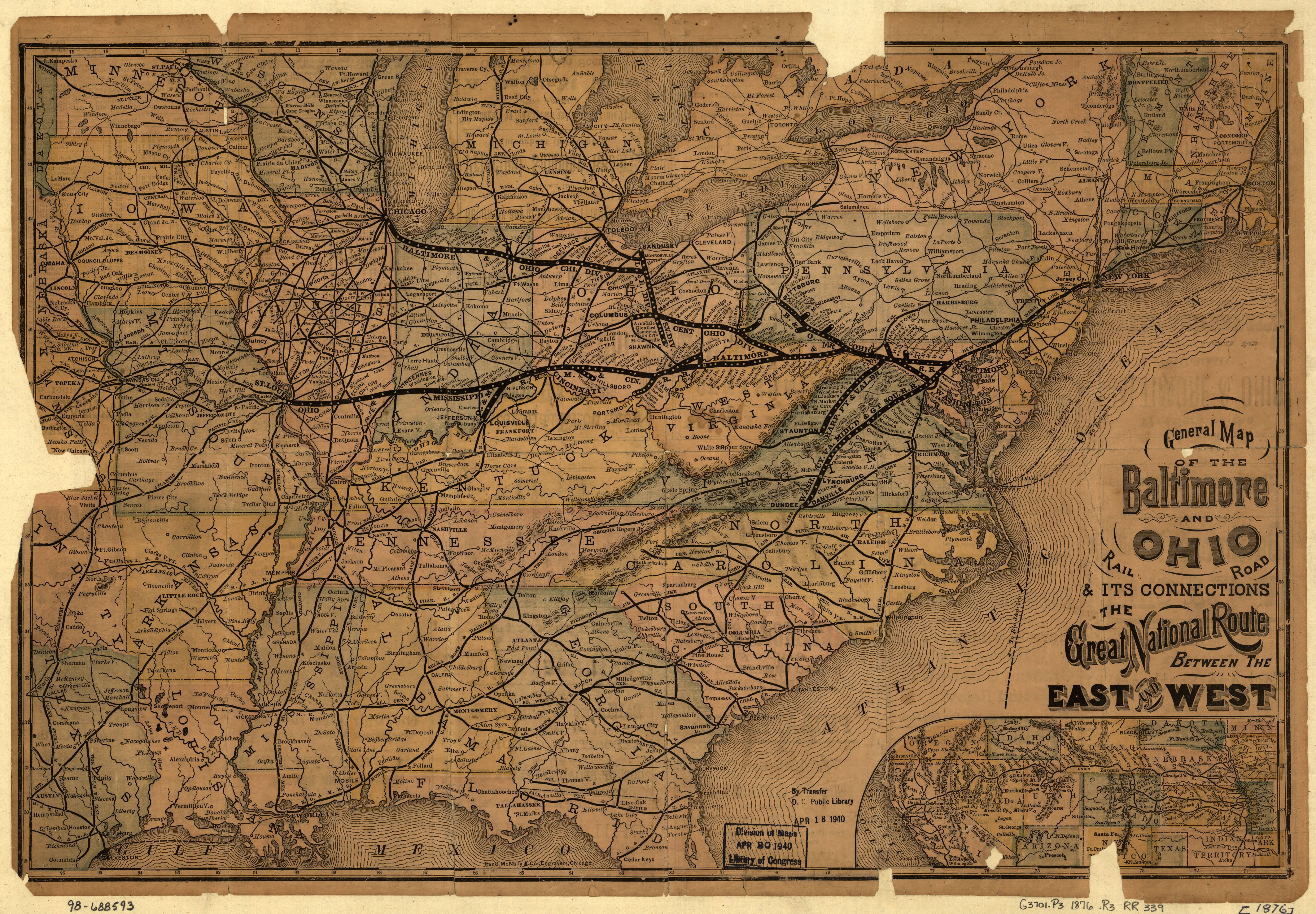
Mapa Baltimore and Ohio Railroad z 1876 roku

Baltimore and Ohio Railroad (pol. Kolej z Baltimore do Ohio) jest jedną z najstarszych sieci kolejowych w Stanach Zjednoczonych. Jej budowa rozpoczęła się w 1828 roku. Pierwsza linia łączyła port Baltimore w stanie Maryland z miejscowościami Wheeling i Parkersburg w Wirginii Zachodniej nad rzeką Ohio. Sieć wciąż działa i obecnie jest własnością firmy CSX Transportation.